# Iglesia de San Antonio de Padua (Wilmington)
La Iglesia de San Antonio de Padua (en inglés: St. Anthony of Padua Church) es una iglesia católica en Wilmington, Delaware, Estados Unidos. Nombrada en honor al santo portugués San Antonio de Padua (o San Antonio de Lisboa), cae dentro de la jurisdicción de la Diócesis de Wilmington y es operado a través de los Oblatos de San Francisco de Sales. Está situada en el barrio de Little Italy de Wilmington donde incluye a la Escuela de San Antonio (junto a la iglesia) y la Academia de Padua.
Cada mes de junio, la Iglesia celebra el Festival italiano, un evento de una semana de duración que celebra la fiesta de San Antonio.